# Niên biểu lịch sử Anh
Dưới đây là Niên biểu lịch sử Anh.
- Trước 1000
  - Thời gian biểu người Anglo-Saxon định cư ở Anh
- 1000-1499
- 1500-1599
- 1600-1699
  - Niên biểu Nội chiến Anh
- 1700-1799
- 1800-1899
- 1900-1929
- 1930-1949
- 1950-1969
- 1970-1989
- 1990-nay

## Niên biểu quần đảo Anh
| Date                              | Chính quyền/Con người                                         | Chính quyền/Con người                                         | Chính quyền/Con người                                         | Chính quyền/Con người                                         | Chính quyền/Con người                                         | Chính quyền/Con người                                         | Chính quyền/Con người                                         | Chính quyền/Con người                                         | Chính quyền/Con người                                         | Chính quyền/Con người                                                   | Chính quyền/Con người                                         | Sự kiện                                                                                 |
| --------------------------------- | ------------------------------------------------------------- | ------------------------------------------------------------- | ------------------------------------------------------------- | ------------------------------------------------------------- | ------------------------------------------------------------- | ------------------------------------------------------------- | ------------------------------------------------------------- | ------------------------------------------------------------- | ------------------------------------------------------------- | ----------------------------------------------------------------------- | ------------------------------------------------------------- | --------------------------------------------------------------------------------------- |
| trước thế kỉ thứ 6 TCN            | Anh thời tiền sử, Ireland thời tiền sử                        | Anh thời tiền sử, Ireland thời tiền sử                        | Anh thời tiền sử, Ireland thời tiền sử                        | Anh thời tiền sử, Ireland thời tiền sử                        | Anh thời tiền sử, Ireland thời tiền sử                        | Anh thời tiền sử, Ireland thời tiền sử                        | Anh thời tiền sử, Ireland thời tiền sử                        | Anh thời tiền sử, Ireland thời tiền sử                        | Anh thời tiền sử, Ireland thời tiền sử                        | Anh thời tiền sử, Ireland thời tiền sử                                  | Anh thời tiền sử, Ireland thời tiền sử                        |                                                                                         |
| thế kỉ thứ 6 đến thế kỉ thứ 1 TCN | Anh thời đồ sắt, Các bộ lạc thời đồ sắt ở Anh, Insular Celtic | Anh thời đồ sắt, Các bộ lạc thời đồ sắt ở Anh, Insular Celtic | Anh thời đồ sắt, Các bộ lạc thời đồ sắt ở Anh, Insular Celtic | Anh thời đồ sắt, Các bộ lạc thời đồ sắt ở Anh, Insular Celtic | Anh thời đồ sắt, Các bộ lạc thời đồ sắt ở Anh, Insular Celtic | Anh thời đồ sắt, Các bộ lạc thời đồ sắt ở Anh, Insular Celtic | Anh thời đồ sắt, Các bộ lạc thời đồ sắt ở Anh, Insular Celtic | Anh thời đồ sắt, Các bộ lạc thời đồ sắt ở Anh, Insular Celtic | Anh thời đồ sắt, Các bộ lạc thời đồ sắt ở Anh, Insular Celtic | Anh thời đồ sắt, Các bộ lạc thời đồ sắt ở Anh, Insular Celtic           | Anh thời đồ sắt, Các bộ lạc thời đồ sắt ở Anh, Insular Celtic |                                                                                         |
| thế kỉ thứ 6 đến thế kỉ thứ 1 TCN | Gauls                                                         | Gauls                                                         | Brythons                                                      | Brythons                                                      | Brythons                                                      | Brythons                                                      | Picts                                                         | Gaels                                                         | Gaels                                                         | Gaels                                                                   | Gaels                                                         |                                                                                         |
| 51 TCN                            | Gallia Lugdunensis (tỉnh của La Mã)                           | Gallia Lugdunensis (tỉnh của La Mã)                           |                                                               |                                                               |                                                               |                                                               |                                                               |                                                               |                                                               |                                                                         |                                                               |                                                                                         |
| 43 CN                             | Gallia Lugdunensis (tỉnh của La Mã)                           | Gallia Lugdunensis (tỉnh của La Mã)                           | Britannia (tỉnh của La Mã)                                    | Britannia (tỉnh của La Mã)                                    | Britannia (tỉnh của La Mã)                                    | Britannia (tỉnh của La Mã)                                    | La Mã chinh phục nước Anh                                     |                                                               |                                                               |                                                                         |                                                               |                                                                                         |
| 410                               | Brythons                                                      | Brythons                                                      | Brythons                                                      | Anglo-Saxon England                                           | Hen Ogledd                                                    | Hen Ogledd                                                    |                                                               |                                                               |                                                               |                                                                         |                                                               |                                                                                         |
| 638                               | Brythons                                                      | Brythons                                                      | Brythons                                                      | Anglo-Saxon England                                           |                                                               | Vương quốc Strathclyde                                        | Cuộc tấn công của người Viking                                |                                                               |                                                               |                                                                         |                                                               |                                                                                         |
| 843                               | Brythons                                                      | Brythons                                                      | Brythons                                                      | Anglo-Saxon England                                           |                                                               | Vương quốc Strathclyde                                        |                                                               |                                                               |                                                               |                                                                         |                                                               |                                                                                         |
| 845                               | Vương quốc Brittany                                           | Vương quốc Brittany                                           |                                                               | Anglo-Saxon England                                           |                                                               | Vương quốc Strathclyde                                        |                                                               |                                                               |                                                               |                                                                         |                                                               |                                                                                         |
| 878                               | Vương quốc Brittany                                           | Vương quốc Brittany                                           | Danelaw                                                       | Anglo-Saxon England                                           |                                                               | Vương quốc Strathclyde                                        |                                                               |                                                               |                                                               |                                                                         |                                                               |                                                                                         |
| 911                               | Công quốc Normandy                                            | Công quốc Normandy                                            | Danelaw                                                       | Anglo-Saxon England                                           |                                                               | Vương quốc Strathclyde                                        |                                                               |                                                               |                                                               |                                                                         |                                                               |                                                                                         |
| 927                               | Công quốc Normandy                                            | Công quốc Normandy                                            | Vương quốc England                                            | Vương quốc England                                            |                                                               |                                                               | Trận Tara Trận Clontarf                                       |                                                               |                                                               |                                                                         |                                                               |                                                                                         |
| 1054                              | Công quốc Normandy                                            | Công quốc Normandy                                            | Vương quốc England                                            | Vương quốc England                                            | Vương quốc Alba                                               | Vương quốc Alba                                               | Vương quốc Alba                                               | Norman chinh phục England                                     |                                                               |                                                                         |                                                               |                                                                                         |
| 1079                              | Công quốc Normandy                                            | Công quốc Normandy                                            | Vương quốc England                                            | Vương quốc England                                            | Vương quốc Alba                                               | Vương quốc Alba                                               | Vương quốc Alba                                               | Vương quốc Mann và quần đảo                                   |                                                               |                                                                         |                                                               |                                                                                         |
| 1098                              | Công quốc Normandy                                            | Công quốc Normandy                                            | Vương quốc England                                            | Vương quốc England                                            | Cymru                                                         |                                                               | Vương quốc Norway                                             | Vương quốc Mann và quần đảo                                   |                                                               | Norman xâm lược Ireland                                                 |                                                               |                                                                                         |
| 1171                              | Công quốc Normandy                                            | Công quốc Normandy                                            | Vương quốc England                                            | Vương quốc England                                            | Cymru                                                         | Lãnh địa của Ireland                                          | Vương quốc Norway                                             | Vương quốc Mann và quần đảo                                   |                                                               |                                                                         |                                                               |                                                                                         |
| 1204                              |                                                               |                                                               | Vương quốc England                                            | Vương quốc England                                            | Cymru                                                         | Lãnh địa của Ireland                                          | Vương quốc Norway                                             | Vương quốc Mann và quần đảo                                   | Magna Carta Hiệp ước York                                     |                                                                         |                                                               |                                                                                         |
| 1266                              |                                                               |                                                               | Vương quốc England                                            | Vương quốc England                                            | Cymru                                                         | Lãnh địa của Ireland                                          | Vương quốc Norway                                             |                                                               |                                                               |                                                                         |                                                               |                                                                                         |
| 1282                              |                                                               |                                                               |                                                               | Chiến tranh giành độc lập của Scotland                        |                                                               | Lãnh địa của Ireland                                          | Vương quốc Norway                                             |                                                               |                                                               |                                                                         |                                                               |                                                                                         |
| 1333                              | Guernsey                                                      | Jersey                                                        | Đảo Man                                                       |                                                               |                                                               | Lãnh địa của Ireland                                          | Vương quốc Norway                                             |                                                               |                                                               |                                                                         |                                                               |                                                                                         |
| 1469                              | Guernsey                                                      | Jersey                                                        | Đảo Man                                                       | Vương quốc Scotland                                           | Vương quốc Scotland                                           | Vương quốc Scotland                                           | Vương quốc Scotland                                           | Luật của Poynings                                             |                                                               |                                                                         |                                                               |                                                                                         |
| 1541                              | Guernsey                                                      | Jersey                                                        | Đảo Man                                                       | Vương quốc Scotland                                           | Vương quốc Scotland                                           | Vương quốc Scotland                                           | Vương quốc Scotland                                           |                                                               | Cải cách Scotland Tudor chinh phục Ireland Liên hiệp Crowns   |                                                                         |                                                               |                                                                                         |
| 1607                              | Guernsey                                                      | Jersey                                                        | Đảo Man                                                       | Vương quốc Scotland                                           | Vương quốc Scotland                                           | Vương quốc Scotland                                           | Vương quốc Scotland                                           | Vương quốc Ireland                                            | Vương quốc Ireland                                            | Cuộc rút chạy của Earls Thuộc địa Ulster Chiến tranh giữa ba vương quốc |                                                               |                                                                                         |
| 1641                              | Guernsey                                                      | Jersey                                                        | Đảo Man                                                       | Vương quốc Scotland                                           | Vương quốc Scotland                                           | Vương quốc Scotland                                           | Vương quốc Scotland                                           |                                                               | Confederate Ireland                                           |                                                                         |                                                               |                                                                                         |
| 1649                              | Guernsey                                                      | Jersey                                                        | Đảo Man                                                       | Vương quốc Scotland                                           | Vương quốc Scotland                                           | Vương quốc Scotland                                           | Vương quốc Scotland                                           | Khối thịnh vượng chung England                                | Khối thịnh vượng chung England                                | Cromwellian chinh phục Ireland                                          |                                                               |                                                                                         |
| 1653                              | Guernsey                                                      | Jersey                                                        | Đảo Man                                                       | Khối thịnh vượng chung England, Scotland và Ireland           | Khối thịnh vượng chung England, Scotland và Ireland           | Khối thịnh vượng chung England, Scotland và Ireland           | Khối thịnh vượng chung England, Scotland và Ireland           | Khối thịnh vượng chung England, Scotland và Ireland           | Khối thịnh vượng chung England, Scotland và Ireland           | Khối thịnh vượng chung England, Scotland và Ireland                     | Khối thịnh vượng chung England, Scotland và Ireland           |                                                                                         |
| 1660                              | Guernsey                                                      | Jersey                                                        | Đảo Man                                                       | Vương quốc England                                            | Vương quốc England                                            | Vương quốc Scotland                                           | Vương quốc Scotland                                           | Vương quốc Scotland                                           | Vương quốc Scotland                                           | Vương quốc Ireland                                                      | Vương quốc Ireland                                            | Luật Penal Cách mạng 1688 Trận Boyne                                                    |
| 1707                              | Guernsey                                                      | Jersey                                                        | Đảo Man                                                       | Vương quốc Great Britain                                      | Vương quốc Great Britain                                      | Vương quốc Great Britain                                      | Vương quốc Great Britain                                      | Vương quốc Great Britain                                      | Vương quốc Great Britain                                      | Vương quốc Ireland                                                      | Vương quốc Ireland                                            | Đạo luật của Liên minh 1707 Trận Culloden Cuộc nổi loạn ở Ireland 1798                  |
| 1801                              | Guernsey                                                      | Jersey                                                        | Đảo Man                                                       | Vương quốc Liên hiệp Anh và Ireland                           | Vương quốc Liên hiệp Anh và Ireland                           | Vương quốc Liên hiệp Anh và Ireland                           | Vương quốc Liên hiệp Anh và Ireland                           | Vương quốc Liên hiệp Anh và Ireland                           | Vương quốc Liên hiệp Anh và Ireland                           | Vương quốc Liên hiệp Anh và Ireland                                     |                                                               | Đạo luật của Liên minh 1800 Giải phóng Công giáo Nạn đói Khoai Tây ở Ireland            |
| 1919                              | Guernsey                                                      | Jersey                                                        | Đảo Man                                                       | Vương quốc Liên hiệp Anh và Ireland                           | Vương quốc Liên hiệp Anh và Ireland                           | Vương quốc Liên hiệp Anh và Ireland                           | Vương quốc Liên hiệp Anh và Ireland                           | Vương quốc Liên hiệp Anh và Ireland                           | Vương quốc Liên hiệp Anh và Ireland                           | Vương quốc Liên hiệp Anh và Ireland                                     | Cộng hoà Irish                                                | Chiến tranh giành độc lập của Ireland Phân vùng của Ireland                             |
| 1921/2                            | Guernsey                                                      | Jersey                                                        | Đảo Man                                                       | Vương quốc Liên hiệp Anh và Bắc Ireland                       | Vương quốc Liên hiệp Anh và Bắc Ireland                       | Vương quốc Liên hiệp Anh và Bắc Ireland                       | Vương quốc Liên hiệp Anh và Bắc Ireland                       | Vương quốc Liên hiệp Anh và Bắc Ireland                       | Vương quốc Liên hiệp Anh và Bắc Ireland                       | Bắc Ireland                                                             | Irish Free State                                              |                                                                                         |
| 1937                              | Guernsey                                                      | Jersey                                                        | Đảo Man                                                       | Vương quốc Liên hiệp Anh và Bắc Ireland                       | Vương quốc Liên hiệp Anh và Bắc Ireland                       | Vương quốc Liên hiệp Anh và Bắc Ireland                       | Vương quốc Liên hiệp Anh và Bắc Ireland                       | Vương quốc Liên hiệp Anh và Bắc Ireland                       | Vương quốc Liên hiệp Anh và Bắc Ireland                       | Bắc Ireland                                                             | Ireland                                                       | The Emergency Không chiến tại Anh Quốc Xung đột vũ trang tại Bắc Ireland Con cọp Celtic |
| 1999                              | Guernsey                                                      | Jersey                                                        | Đảo Man                                                       | Wales                                                         |                                                               | Scotland                                                      | Scotland                                                      | Scotland                                                      | Scotland                                                      | Bắc Ireland                                                             | Ireland                                                       | Good Friday Agreement                                                                   |

## Các năm ở Anh

### Các năm ở Vương quốc Anh
Phần dưới đây liệt kệ các năm ở Anh từ 1707–1800.
- Thập kỉ 1700: 1707 · 1708 · 1709
- Thập kỉ 1710: 1710 · 1711 · 1712 · 1713 · 1714 · 1715 · 1716 · 1717 · 1718 · 1719
- Thập kỉ 1720: 1720 · 1721 · 1722 · 1723 · 1724 · 1725 · 1726 · 1727 · 1728 · 1729
- Thập kỉ 1730: 1730 · 1731 · 1732 · 1733 · 1734 · 1735 · 1736 · 1737 · 1738 · 1739
- Thập kỉ 1740: 1740 · 1741 · 1742 · 1743 · 1744 · 1745 · 1746 · 1747 · 1748 · 1749
- Thập kỉ 1750: 1750 · 1751 · 1752 · 1753 · 1754 · 1755 · 1756 · 1757 · 1758 · 1759
- Thập kỉ 1760: 1760 · 1761 · 1762 · 1763 · 1764 · 1765 · 1766 · 1767 · 1768 · 1769
- Thập kỉ 1770: 1770 · 1771 · 1772 · 1773 · 1774 · 1775 · 1776 · 1777 · 1778 · 1779
- Thập kỉ 1780: 1780 · 1781 · 1782 · 1783 · 1784 · 1785 · 1786 · 1787 · 1788 · 1789
- Thập kỉ 1790: 1790 · 1791 · 1792 · 1793 · 1794 · 1795 · 1796 · 1797 · 1798 · 1799
- Thập kỉ 1800: 1800

### Các năm ở Vương quốc Liên hiệp Anh và Ireland
Dưới đây là niên biểu các sự diễn ra ở Liên hiệp Anh từ 1801.
- Thập kỉ 1800: 1801 - 1802 - 1803 - 1804 - 1805 - 1806 - 1807 - 1808 - 1809
- Thập kỉ 1810: 1810 - 1811 - 1812 - 1813 - 1814 - 1815 - 1816 - 1817 - 1818 - 1819
- Thập kỉ 1820: 1820 - 1821 - 1822 - 1823 - 1824 - 1825 - 1826 - 1827 - 1828 - 1829
- Thập kỉ 1830: 1830 - 1831 - 1832 - 1833 - 1834 - 1835 - 1836 - 1837 - 1838 - 1839
- Thập kỉ 1840: 1840 - 1841 - 1842 - 1843 - 1844 - 1845 - 1846 - 1847 - 1848 - 1849
- Thập kỉ 1850: 1850 - 1851 - 1852 - 1853 - 1854 - 1855 - 1856 - 1857 - 1858 - 1859
- Thập kỉ 1860: 1860 - 1861 - 1862 - 1863 - 1864 - 1865 - 1866 - 1867 - 1868 - 1869
- Thập kỉ 1870: 1870 - 1871 - 1872 - 1873 - 1874 - 1875 - 1876 - 1877 - 1878 - 1879
- Thập kỉ 1880: 1880 - 1881 - 1882 - 1883 - 1884 - 1885 - 1886 - 1887 - 1888 - 1889
- Thập kỉ 1890: 1890 - 1891 - 1892 - 1893 - 1894 - 1895 - 1896 - 1897 - 1898 - 1899
- Thập kỉ 1900: 1900 - 1901 - 1902 - 1903 - 1904 - 1905 - 1906 - 1907 - 1908 - 1909
- Thập kỉ 1910: 1910 - 1911 - 1912 - 1913 - 1914 - 1915 - 1916 - 1917 - 1918 - 1919
- Thập kỉ 1920: 1920 - 1921

### Các năm ở Vương quốc Liên hiệp Anh và Bắc Ireland
Dưới đâu là niên biểu các sự kiện ở Liên hiệp Anh từ 1922.
- Thập kỉ 1920: 1922 - 1923 - 1924 - 1925 - 1926 - 1927 - 1928 - 1929
- Thập kỉ 1930: 1930 - 1931 - 1932 - 1933 - 1934 - 1935 - 1936 - 1937 - 1938 - 1939
- Thập kỉ 1940: 1940 - 1941 - 1942 - 1943 - 1944 - 1945 - 1946 - 1947 - 1948 - 1949
- Thập kỉ 1950: 1950 - 1951 - 1952 - 1953 - 1954 - 1955 - 1956 - 1957 - 1958 - 1959
- Thập kỉ 1960: 1960 - 1961 - 1962 - 1963 - 1964 - 1965 - 1966 - 1967 - 1968 - 1969
- Thập kỉ 1970: 1970 - 1971 - 1972 - 1973 - 1974 - 1975 - 1976 - 1977 - 1978 - 1979
- Thập kỉ 1980: 1980 - 1981 - 1982 - 1983 - 1984 - 1985 - 1986 - 1987 - 1988 - 1989
- Thập kỉ 1990: 1990 - 1991 - 1992 - 1993 - 1994 - 1995 - 1996 - 1997 - 1998 - 1999
- Thập kỉ 2000: 2000 - 2001 - 2002 - 2003 - 2004 - 2005 - 2006 - 2007 - 2008 - 2009